# Tetradenia multiflora
Tetradenia multiflora là một loài thực vật có hoa trong họ Hoa môi. Loài này được (Benth.) Phillipson mô tả khoa học đầu tiên năm 2008.